# Pergalumna graminetum
Pergalumna graminetum är en kvalsterart som först beskrevs av Arthur P. Jacot 1935.  Pergalumna graminetum ingår i släktet Pergalumna och familjen Galumnidae. Inga underarter finns listade i Catalogue of Life.